# Kanton Aubervilliers-Ouest
Kanton Aubervilliers-Ouest (fr. Canton d'Aubervilliers-Ouest) je francouzský kanton v departementu Seine-Saint-Denis v regionu Île-de-France. Tvoří ho pouze západní část města Aubervilliers.